# 布朗诉密西西比州案
布朗诉密西西比州案（Brown v. Mississippi，297 U.S. 278），是美国最高法院作出的一起具有重大影响力的刑事判决，该判例确立了一项原则：警察通过刑讯逼供所获取的口供不能作为诉讼中的证据，且违反了美国宪法第十四修正案所规定的正当程序条款 。

## 案件事实概要
1934年3月30日，一位白人农场主雷蒙德·斯图亚特在密西西比州肯帕县被谋杀。旋即当地警察就为此逮捕了三名亚瑟·艾林顿等三名黑人佃户。在庭审中，控方最主要的证据就是三位被告对警察所作的口供。同时，控方也承认警方对被告实施了殴打等暴力行为后才获取了上述口供：
"... 被告被脱光衣服，捆绑在椅子上，他们的背部被带扣的皮带抽裂。同时警官明确告知他们，直到他们认罪为止，鞭刑将不会停止。而且警察不仅要求他们自认犯罪，还要求在每一个细节问题上都供认不讳；就这样，被告在反复被鞭打中，供认了罪行，并在供认细节上都根据施刑者的要求作了调整和修改。当施刑者拿到了所期望的供述后，他们便离开了。但在离开前，警察警告嫌疑人说，一旦被告在任何时候改变他们的供述，施暴者将再次给予相同的处罚。"
除了鞭刑之外，其中一名被告还曾被套颈吊在树上。他们的供述在之后的一天的审判中被作为唯一的证据提交给法庭。三名被告被陪审团判定有罪并处绞刑。该有罪判决也被密西西比州最高法院支持，但首席法官维吉尔·阿里克斯·格里弗斯的反对意见中，他形容“这份判决让我感觉不是一份现代文明的判决，而是来自中世纪的文书”。

## 最高法院判决
最高法院的法官们一致判决，推翻了对三位被告的有罪判决。判决认为：警察通过刑讯逼供所获取的口供不能作为诉讼中的证据，且违反了美国宪法第十四修正案所规定的正当程序条款。

## 后续
在最高法院将本案发回重审之后，三位被告为免再次被判谋杀罪名，选择了对误杀罪进行不爭辯答辯。最终三人分别被判了6个月到7年半的有期徒刑。
本案中担任控方检察官的约翰·斯特尼斯在之后担任美国参议员长达42年，其中还有两年担任美国参议院临时议长。他在密西西比州议员选举中当选13次，从未败选。

## 脚注
1. 1 2  . Justia US Supreme Court Center. 1936-02-17  [2019-04-14]. （原始内容存档于2022-02-06） （美国英语）.
2. ↑  .   [2022-06-23]. （原始内容存档于2022-06-23） （美国英语）.
3. ↑  . The Better Chancery Practice Blog.   [2021-02-19]. （原始内容存档于2022-02-22） （美国英语）.
4. ↑  . CourtListener.   [2021-02-19]. （原始内容存档于2022-06-19） （美国英语）.
5. ↑  Neil R. McMillen. . University of Illinois Press. 1990. ISBN 9780252015687 （美国英语）.

## 延伸阅读
- Cortner, Richard C. . Jackson: University of Mississippi Press. 1986. ISBN 0-87805-284-4 （美国英语）.